# Copa de Campeones A3 2004
La Copa de Campeones A3 2004 fue la segunda edición de la Copa de Campeones A3. Fue celebrada desde el 22 al 28 de febrero de 2004 en Shanghái, China.

## Participantes
- Shanghai Shenhua – Campeón de la Chinese Jia-A League 2003
- Shanghai International – Subcampeón de la Chinese Jia-A League 2003
- Yokohama F. Marinos – Campeón de la J. League Division 1 2003
- Seongnam Ilhwa Chunma – Campeón de la K League 2003

## Posiciones
| Pos. | Equipo                    | Pts. | PJ | G | E | P | GF | GC | Dif. |
| ---- | ------------------------- | ---- | -- | - | - | - | -- | -- | ---- |
| 1    | Seongnam Ilhwa Chunma (C) | 7    | 3  | 2 | 1 | 0 | 5  | 1  | +4   |
| 2    | Yokohama F. Marinos       | 6    | 3  | 2 | 0 | 1 | 4  | 4  | 0    |
| 3    | Shanghai Shenhua          | 2    | 3  | 0 | 2 | 1 | 2  | 4  | −2   |
| 4    | Shanghai International    | 1    | 3  | 0 | 1 | 2 | 2  | 4  | −2   |

 Fuente: 2004 A3 Champions Cup - Goal2002.com

### Resultados
Los horarios corresponden a la hora local de China (CST) – UTC+8
| 22 de febrero de 2004, 14:00 | Yokohama F. Marinos | 0:3 (0:0) | Seongnam Ilhwa Chunma                      | Estadio de Fútbol de Hongkou, Shanghái |                                 |
|                              |                     |           | D.H. Kim 50' · Adhemar 63' · T.Y. Shin 82' | Asistencia: 20.000 espectadores        | Asistencia: 20.000 espectadores |

| 22 de febrero de 2004, 16:15 | Shanghai Shenhua | 1:1 (0:1) | Shanghai International | Estadio de Fútbol de Hongkou, Shanghái |  |
|                              | Zheng Kewei 80'  |           | Ayew 44'               |                                        |  |

| 25 de febrero de 2004, 17:00 | Shanghai International | 0:1 (0:1) | Seongnam Ilhwa Chunma | Estadio de Fútbol de Hongkou, Shanghái |  |
|                              |                        |           | D.H. Kim 43'          |                                        |  |

| 25 de febrero de 2004, 19:30 | Shanghai Shenhua | 0:2 (0:0) | Yokohama F. Marinos         | Estadio de Fútbol de Hongkou, Shanghái |                                 |
|                              |                  |           | Yasunaga 54' · Kurihara 85' | Asistencia: 20.000 espectadores        | Asistencia: 20.000 espectadores |

| 28 de febrero de 2004, 14:00 | Shanghai International | 1:2 (1:0) | Yokohama F. Marinos    | Estadio de Fútbol de Hongkou, Shanghái |                                 |
|                              | Zhan Keqiang 23'       |           | Matsuda 55' · Kubo 60' | Asistencia: 10.000 espectadores        | Asistencia: 10.000 espectadores |

| 28 de febrero de 2004, 16:15 | Shanghai Shenhua | 1:1 (1:1) | Seongnam Ilhwa Chunma | Estadio de Fútbol de Hongkou, Shanghái |  |
|                              | Petković 45'     |           | Castillo 11'          |                                        |  |

## Premios

### Campeón
|                                                   |
| Bandera de Corea del Sur                          |
| Campeón invicto Seongnam Ilhwa Chunma 1.er título |

### Distinciones individuales
| Máximo goleador                     | Jugador Más Valioso                 |
| ----------------------------------- | ----------------------------------- |
| Kim Do-hoon (Seongnam Ilhwa Chunma) | Kim Do-hoon (Seongnam Ilhwa Chunma) |

## Máximos goleadores
| Pos | Jugador         | Equipo                 | Goles |
| --- | --------------- | ---------------------- | ----- |
| 1   | Kim Do-hoon     | Seongnam Ilhwa Chunma  | 2     |
| 2   | Adhemar         | Seongnam Ilhwa Chunma  | 1     |
| 2   | Harry Castillo  | Seongnam Ilhwa Chunma  | 1     |
| 2   | Shin Tae-yong   | Seongnam Ilhwa Chunma  | 1     |
| 2   | Kwame Ayew      | Shanghai International | 1     |
| 2   | Zhan Keqiang    | Shanghai International | 1     |
| 2   | Dejan Petković  | Shanghai Shenhua       | 1     |
| 2   | Zheng Kewei     | Shanghai Shenhua       | 1     |
| 2   | Tatsuhiko Kubo  | Yokohama F. Marinos    | 1     |
| 2   | Yūzō Kurihara   | Yokohama F. Marinos    | 1     |
| 2   | Naoki Matsuda   | Yokohama F. Marinos    | 1     |
| 2   | Sōtarō Yasunaga | Yokohama F. Marinos    | 1     |